# Paul Merson
Paul Charles Merson (Harlesden, 20 maart 1968) is een Engels voormalig betaald voetballer die als aanvallende middenvelder voor onder meer Arsenal en Aston Villa uitkwam.

## Clubcarrière
Merson begon zijn loopbaan bij als middenvelder in 1985 bij Arsenal FC waar hij, op een korte huurperiode bij Brentford FC in 1987, tot 1997 zou spelen. Hij speelde in die tijd 327 competitiewedstrijden waarin hij 78 doelpunten maakte en waarin hij met Arsenal tweemaal de Premier League (1989 en 1991), de FA Cup (1993), de Football League Cup (1993) en de Europacup II (1994) won. Hierna ging hij naar Middlesbrough FC en in de herfst van 1998 naar Aston Villa waarvoor hij tot 2002 ook meer dan honderd wedstrijden zou spelen.
Merson ging een divisie lager bij Portsmouth FC spelen (zie foto) en daarna nog bij Walsall FC waar hij in februari 2006 ontslagen werd. Hij speelde nog één wedstrijd voor Tamworth FC in de Conference National voordat hij in de herfst van 2006 zijn loopbaan na 622 competitiewedstrijden en 126 doelpunten beëindigde.

### Alcoholverslaving
Gedurende zijn loopbaan had Merson een alcohol- en cocaïneverslaving waarvoor hij in een afkickkliniek belandde. Ook had hij gokproblemen. In een vraaggesprek met de Daily Mirror erkende Merson op 25 november 1994 dat hij verslaafd was geweest aan cocaïne. 

Ik heb de afgelopen maanden mijn loopbaan en mijn huwelijk op het spel gezet. Iedereen mag nu weten wat er met mij gebeurd is. Ik wil alles opzij zetten en opnieuw beginnen.
— Paul Merson

## Interlandcarrière
Tussen 1991 en 1998 speelde Merson in totaal 21 wedstrijden voor het Engels voetbalelftal en maakte daarbij drie doelpunten. Hij behoorde tot de selecties voor Europees kampioenschap voetbal in 1992 en het Wereldkampioenschap voetbal in 1998. Onder leiding van bondscoach Graham Taylor maakte hij zijn debuut voor de nationale ploeg op 11 september 1991, toen hij na 67 minuten inviel voor John Salako in de vriendschappelijke thuiswedstrijd tegen Duitsland (0-1).
| Interlanddoelpunten | Interlanddoelpunten | Interlanddoelpunten | Interlanddoelpunten          | Interlanddoelpunten | Interlanddoelpunten | Interlanddoelpunten | Interlanddoelpunten |
| #                   | Datum               | Locatie             | Wedstrijd                    | Goal(s)             | Score               | Uitslag             | Wedstrijd           |
| ------------------- | ------------------- | ------------------- | ---------------------------- | ------------------- | ------------------- | ------------------- | ------------------- |
| 1                   | 25/03/1992          | Praag               | Tsjecho-Slowakije – Engeland | 28'                 | 1 – 1               | 2 – 2               | Oefeninterland      |
| 2                   | 25/04/1998          | Bern                | Zwitserland – Engeland       | 69'                 | 1 – 1               | 1 – 1               | Oefeninterland      |
| 3                   | 18/11/1998          | Londen              | Engeland – Tsjechië          | 40'                 | 2 – 0               | 2 – 0               | Oefeninterland      |

## Erelijst
Portsmouth
- Football League First Division

2003